# Churchill (Familie)

Ursprüngliches Stammwappen der Familie Churchill

Die Churchills sind eine alte englische Familie, die seit dem 17. Jahrhundert eine zentrale Rolle in der britischen Politik spielte. 
Besondere Bekanntheit erlangte die Familie seit Sir Winston Churchill (1620–1688), ein Staatsmann und Historiker. Zu seinen elf Kindern zählten Arabella Churchill, die Mätresse von König Jakob II., und John Churchill, der zum Duke of Marlborough erhoben wurde, eine Schlüsselfigur der britischen Politik zu Beginn des 18. Jahrhunderts, der neben Prinz Eugen als der Urheber des britischen Sieges über Frankreich im Spanischen Erbfolgekrieg gilt. Als Denkmal seines Sieges bei Höchstädt (im englischen Sprachraum als „Blenheim“ bezeichnet) in Bayern errichtete der britische Staat ihm Blenheim Palace, einen herrschaftlichen Landsitz in Oxfordshire, der bis heute der Stammsitz der Familie und Geburtsort vieler der bekanntesten Vertreter der Familie ist.
Da John Churchill ohne männlichen Erben starb, ging der Titel „Duke of Marlborough“ durch die Eheschließung seiner Tochter Anne Churchill (1688–1716) mit Charles Spencer, 3. Earl of Sunderland, an die Familie Spencer über. 1817 griff George Spencer (1766–1840) mit Zustimmung von König Georg IV. den Namen Churchill wieder auf „Spencer-Churchill“, den seine Nachkommen bis heute führen. Unter diesen waren insbesondere auch der Premierminister Sir Winston Churchill.

## Stammliste (Auszug)
1. Sir Winston Churchill (1620–1688), englischer Offizier, Staatsmann und Historiker
  1. Arabella Churchill (1648–1730), Mätresse des englischen Königs Jakob II.
  2. John Churchill, 1. Duke of Marlborough (1650–1722), englischer Feldherr, ⚭ Sarah Jenyns (1660–1744), Jugendfreundin und Vertraute der Königin Anne
    1. Henrietta Churchill, 2. Duchess of Marlborough (1681–1733), britische Adlige
    2. Lady Anne Churchill (1683–1716), britische Adlige, ⚭ Charles Spencer, 3. Earl of Sunderland
      1. Charles Spencer, 3. Duke of Marlborough (1706–1758)
        1. George Spencer, 4. Duke of Marlborough (1739–1817)
          1. George Spencer-Churchill, 5. Duke of Marlborough (1766–1840)
            1. George Spencer-Churchill, 6. Duke of Marlborough (1793–1857), britischer Adliger und Politiker
              1. John Spencer-Churchill, 7. Duke of Marlborough (1822–1883), britischer Staatsmann und Adliger
                1. George Spencer-Churchill, 8. Duke of Marlborough (1844–1892), britischer Adliger
                  1. Charles Spencer-Churchill, 9. Duke of Marlborough (1871–1934), britischer Politiker und Adliger
                    1. John Spencer-Churchill, 10. Duke of Marlborough (1897–1972), britischer Adeliger
                      1. John Spencer-Churchill, 11. Duke of Marlborough (1926–2014), britischer Politiker ⚭ Susan Mary Hornby
                        1. James Spencer-Churchill, 12. Duke of Marlborough (* 1955), britischer Adeliger
                          1. George Spencer-Churchill, Marquess of Blandford (* 1992), britischer Adeliger

                2. Lord Randolph Churchill (1849–1895), britischer Politiker, ⚭ Jennie Jerome (1854–1921), amerikanisch-englische Philanthropin und Autorin
                  1. Sir Winston Churchill (1874–1965), britischer Staatsmann, ⚭ Clementine Hozier (1885–1977)
                    1. Randolph Frederick Churchill (1911–1968), britischer Politiker, Journalist, ⚭ June Hermione Churchill
                      1. Winston Spencer-Churchill (1940–2010), britischer Politiker
                      2. Arabella Spencer-Churchill (1949–2007), Mitbegründerin des Glastonbury Festivals

                  2. John Strange Spencer-Churchill, genannt Jack Churchill (1880–1947), britischer Offizier

  3. George Churchill (1653–1710), englischer Admiral
  4. Charles Churchill (1656–1714), englischer Generalleutnant
    1. Charles Churchill (1679–1745), britischer Generalleutnant
      1. Charles Churchill (um 1720–1812), britischer Offizier und Politiker
        1. Charles Henry Churchill (1807–1869), britischer Offizier und Diplomat